# غوشرية (قارة)

تعديل مصدري - تعديل

غوشرية هي إحدى قرى عزلة قارة بمديرية قارة التابعة لمحافظة حجة، بلغ تعداد سكانها 59 نسمة حسب تعداد اليمن لعام 2004.